# Econazol
Econazol (Handelsname: u. a. Pevaryl, Ersthersteller war Janssen-Cilag) ist ein Arzneistoff aus der Gruppe der Imidazolderivate, der als topisches Antimykotikum in der Behandlung von Dermatomykosen (Hautpilz) eingesetzt wird.

## Klinische Angaben

### Anwendungsgebiete (Indikationen)
Der fungistatische Wirkstoff Econazol steht in der Dermatologie zur topischen Anwendung in verschiedenen Arzneiformen wie Crème, Lotion, Lösung, Hautmilch, Spraylösung und Puder zur Verfügung. Es gibt ein Kombinationspräparat, welches nebst Econazolnitrat das Corticosteroid Triamcinolonacetonid enthält.
Das Wirkungsspektrum ist breit und umfasst alle Pilzerkrankungen der Haut, hervorgerufen durch
- Dermatophyten: (Trichophyton-, Epidermophyton- und Microsporum-Arten)
- Hefepilze: (Candida-Arten, Torulopsis, Rhodotorula, Malassezia furfur)
- Schimmelpilze: (Aspergillus-, Cladosporium- und Scopulariopsis-brevicaulis-Arten), sowie
- Sekundärinfektionen mit grampositiven Bakterien (Streptokokken, Staphylokokken, Nocardia minutissima).[2]

Zur Behandlung von Pityriasis versicolor (Synonym: Kleienpilzflechte, Kleieflechte), einer weltweit häufigen oberflächlichen Hefepilzinfektion der obersten Hautschicht (Epidermis) durch Malassezia furfur, wird Econazol verwendet. Häufig ist dieser Pilz Bestandteil der normalen Hautflora. Gesteigertes Pilzwachstum und Krankheitssymptome treten fast nur bei Hyperhidrose (übermäßige Schweißproduktion) als Dispositionsfaktor auf: Tropen, feucht-heißes Arbeitsklima, Sport, mangelnde Abdunstung.
In der Gynäkologie wird Econazol in Form von Crèmes, Vaginalovula oder Scheidenzäpfchen (Vaginalzäpfchen) im Genitalbereich zur Behandlung von Pilzinfektionen der Vagina eingesetzt. Als vaginale Pilzinfektion bezeichnet man eine Infektion der Vagina mit Hefepilzen. Umgangssprachlich wird sie einfach als Scheidenpilz bezeichnet und fast immer vom Hefepilz Candida albicans oder engen Verwandten des Genus Candida verursacht. Die Krankheit wird auch als Soorkolpitis, Vaginalsoor oder Vulvovaginitis candidomycetica (wenn die Vulva mitbetroffen ist) bezeichnet. Die Therapie mit Econazol ist auch indiziert, wenn zusätzlich eine Sekundärinfektion der Scheide mit Bakterien vorliegt. In jedem Fall sollte der Sexualpartner der Patientin mitbehandelt werden, um eine erneute wechselseitige Ansteckung zu verhindern („Ping-Pong-Effekt“).

### Gegenanzeigen (Kontraindikationen)
Die Behandlung mit Econazol ist bei einer Überempfindlichkeit auf Antimykotika vom Imidazoltyp, einer der pharmazeutischen Hilfsstoffe und Präservativ- oder Diaphragmagebrauch (Latexprodukte) kontraindiziert. Ebenfalls sind die Anwendung am Auge oder die Behandlung von Kindern mit Puder oder Pumpspray nicht zu empfehlen; die Wirksamkeit und Sicherheit sind nicht untersucht worden.

### Anwendung während Schwangerschaft und Stillzeit
Econazolnitrat zeigte in Tierversuchen keine teratogene Wirkung, in hohen Dosen war es foetotoxisch. Die Aussagekraft dieser Untersuchungen für Menschen ist nicht bekannt. Bei der gynäkologischen Anwendung von Econazol wird der Arzneistoff über die Vagina resorbiert, er darf im ersten Trimenon der Schwangerschaft nicht angewendet werden; unerwünschte Wirkungen auf die Frucht im Mutterleib während der Fetogenese sind möglich. Im zweiten und dritten Trimenon dürfen vaginale Arzneiformen von Econazol nicht angewendet werden.
Ob Econazolnitrat in die menschliche Muttermilch übergeht, ist nicht bekannt. Wenn die Patientin stillt, sollten vaginale Applikationsformen mit Vorsicht angewendet werden.

### Unerwünschte Wirkungen (Nebenwirkungen)
Lokale unerwünschte Wirkungen, die über ein verstärktes Jucken oder Brennen hinausgehen, sind außerordentlich selten (z. B. eine Kontaktdermatitis). Bei der Anwendung im Genitalbereich kann es zu Schleimhautreizungen kommen (auch beim Sexualpartner des Patienten) und die Reißfestigkeit von Latexkondomen kann vermindert sein. Aufgrund der geringen Resorption sind bisher auch keine systemischen Nebenwirkungen bekannt geworden. Die Penetration der Hautschichten gestattet eine ausreichende lokale Therapie, es bleiben vermeintliche Reservoirs, wie etwa im Gastrointestinaltrakt, unbeeinflusst.

## Pharmakologische Eigenschaften

### Wirkungsmechanismus (Pharmakodynamik)
Als Imidazol-Derivat wirkt Econazol antimykotisch durch Hemmung der Biosynthese des Ergosterols der Pilze, die über Cytochrom P450-Enzyme erfolgt. Sie können ebenfalls Cytochrom-P450-abhängige Monooxygenasen in den Zellen des menschlichen Körpers hemmen. Es wird vor allem die C14-Demethylierung während der Ergosterolsynthese unterbunden. Das zuständige Enzym, die 14α-Demethylase, wird gehemmt. Sie gehört zu den pilzspezifischen Cytochrom-P450-Isoenzymen (CYP51A1). Dieser Hauptwirkmechanismus – die Hemmung der Ergosterolsynthese – verleiht Econazol ein sehr breites Wirkungsspektrum.

### Aufnahme und Verteilung im Körper (Pharmakokinetik)
Nach topischer oder vaginaler Anwendung beim Menschen wird Econazol in nur geringem Maße absorbiert. Maximale Plasma- oder Serumkonzentrationen von Econazol und seinen Metaboliten werden in ein bis zwei Tagen nach Applikation gemessen und erreichen bei der Crème ungefähr 20–40 ng·ml−1. Econazol und die Metaboliten erreichen systemisch eine große Plasmaproteinbindung von > 98 %.
Die Verstoffwechslung von Econazol geschieht größtenteils durch Oxidation, Desaminierung und O-Dealkylierung zu Metaboliten, welche renal oder über die Fäzes ausgeschieden werden.

### Toxikologie
Es liegen bis heute keine Berichte von Überdosierungen mit Econazolnitrat vor.
Bei einer versehentlichen oralen Verabreichung können Erbrechen, Übelkeit und Diarrhö (Durchfall) auftreten. Nötigenfalls ist eine symptomatische Behandlung einzuleiten und die Vitalfunktionen sind engmaschig zu überwachen.
Der LD50 Wert beträgt bei peroraler Verabreichung:
- Hund: 160 mg/kg
- Maus: 462,7 mg/kg
- Ratte: 667,7 mg/kg
- Meerschweinchen: 272 mg/kg[1]

## Anwendung in der Veterinärmedizin
In der Veterinärmedizin wird Econazolnitrat als Salbe (Handelsname: Epi-Pevaryl®) verwendet und als Antimykotikum zur topischen Behandlung der Dermatophytose, lokalen Demodikose und Candidiose, Mykoplasmose und gegen grampositive Bakterien eingesetzt. Normalerweise wird das Arzneimittel 2 × täglich appliziert. Eine spezielle Dosierung ist bei der Dermatomykose der Katze (topisch bis 2–3 × täglich) und des Hundes (bis 2 × täglich während 2–4 Wochen) erforderlich.

## Chemie

### Allgemeine Informationen
Econazol ist ein synthetisches Imidazolderivat, seine chemische Strukturformel ist bis auf ein fehlendes Chloratom der des Miconazols identisch. Es wird bei allen Arzneiformen zur topischen Anwendung als Econazolnitrat (latein: Econazoli nitras) mit folgenden chemisch-physikalischen Eigenschaften verwendet: Der Name nach IUPAC-Nomenklatur lautet: 1-[(2RS)-2-[(4-Chlorbenzyl)oxy]-2-(2,4-dichlorphenyl)ethyl]-1H-imidazol-nitrat, die Summenformel ist C18H16Cl3N3O4   mit einer molaren Masse von 444,70 g·mol−1. Der Schmelzpunkt beträgt 162 °C (aus einer Mischung von 2-Propanol, Methanol und Diisopropylether).
Econazolnitrat ist sehr schwer löslich in Wasser; löslich in Methanol; schwer löslich in Ethanol; wenig löslich in Chloroform, Dichlormethan; sehr schwer löslich bis praktisch unlöslich in Diethylether. Es ist ein weißes bis fast weißes, kristallines oder mikrokristallines Pulver. Die Prüfung auf Identität nach Ph. Eur. 5. Ausgabe, Grundwerk 2005 erfolgt mit Hilfe der Infrarotspektroskopie und anschließendem Vergleich mit dem Referenzspektrum von Econazolnitrat.

### Stereochemie
Econazol ist ein chiraler Arzneistoff mit einem Stereozentrum. In vivo unterliegt (+)-Econazol einer Racemisierung. Therapeutisch wird das Racemat, die 1:1-Mischung des (S)- und des (R)-Isomeres, eingesetzt.

## Handelsnamen
Monopräparate
- Epi-Pevaryl (D)[10]
- Gyno-Pevaryl (D, A, CH)
- Pevaryl (A, CH)

Kombinationspräparate
- Epipevisone (D)
- Pevisone (A, CH)
- Pevaryl-Creme (A)